# Vitālijs Smirnovs
Vitālijs Smirnovs (ur. 28 czerwca 1986 w Rydze) – łotewski piłkarz grający na pozycji obrońcy, reprezentant Łotwy, w kadrze zadebiutował 17 listopada 2010 roku w spotkaniu z Chinami
. Wychowanek Skonto FC, od początku sezonu 2012 zawodnik klubu FK Ventspils.